# Challenger de Guayaquil 2014
El torneo Challenger Ciudad de Guayaquil 2014 es un torneo profesional de tenis. Pertenece al ATP Challenger Series 2014. Se está jugando su 10.ª edición sobre superficie de tierra batida, en Guayaquil, Ecuador entre el 8 y el 15 de noviembre.

## Distribución de puntos
| Evento               | G  | F  | SF | CF | Ronda de 16 | Ronda de 32 |
| Individual masculino | 90 | 55 | 33 | 17 | 8           | 0           |
| Dobles masculino     | 90 | 55 | 33 | 17 | 8           | —           |

## Actuación de los jugadores en el torneo
Individual masculino
| Campeón                        | Campeón               | Finalista            | Finalista               |
| ------------------------------ | --------------------- | -------------------- | ----------------------- |
| Pablo Cuevas [1]               | Pablo Cuevas [1]      | Paolo Lorenzi [2]    | Paolo Lorenzi [2]       |
| Eliminados en semifinales      |                       |                      |                         |
| Guido Pella                    | Guido Pella           | Renzo Olivo [Q]      | Renzo Olivo [Q]         |
| Eliminados en Cuarto de Final  |                       |                      |                         |
| Facundo Argüello               | Diego Schwartzman [3] | Guido Andreozzi [Q]  | Pere Riba               |
| Eliminados en la Segunda Ronda |                       |                      |                         |
| Roberto Carballés              | Gonzalo Lama          | José Hernández       | Daniel Muñoz de La Nava |
| Horacio Zeballos [6]           | Pedro Cachin [Q]      | Martín Alund         | Giovanni Lapentti [WC]  |
| Eliminados en la Primera Ronda |                       |                      |                         |
| Grzegorz Panfil [Q]            | Nicolás Jarry         | Gonzalo Escobar [WC] | Máximo González [7]     |
| Jason Kubler                   | Hans Podlipnik        | Andrés Molteni       | Facundo Bagnis [8]      |
| Duilio Beretta [LL]            | Guilherme Clezar      | Jordi Samper-Montaña | Alejandro González [4]  |
| Joao Souza [5]                 | Diego Quiroz [WC]     | Juan Ignacio Lóndero | Bjorn Fratangelo        |

## Cabezas de serie
1. Pablo Cuevas
2. Paolo Lorenzi
3. Diego Schwartzman
4. Alejandro González
5. Joao Souza
6. Horacio Zeballos
7. Máximo González
8. Facundo Bagnis

## Campeones

### Individual masculino
- Pablo Cuevas [1] vence a  Paolo Lorenzi [2] por no presentación.

### Dobles masculino
- Máximo González /  Guido Pella [2] vencen a  Pere Riba /  Jordi Samper-Montaña, 2-6, 7-6(3), 10-5